# 甲府地名くらべ
『甲府地名くらべ（こうふちめいくらべ）』は、江戸時代末期のくどき節。作者は表紙に拠れば「魯国屋文左衛門」で、幕末・明治期の戯作者である仮名垣魯文（かながき ろぶん、1829年（文政12年） - 1894年（明治27年））か。出版年・出版書肆は不明。
伝本は山梨県甲府市個人の家蔵本が知られ、寸法は縦11.6センチメートル、横17.6センチメートル。表紙を含めて三丁の小冊子。「くどき節」は幕末・明治期に流行した心中事件などを扱った俗謡で、全国的には200点近くが知られ、山梨県内においては山梨県立博物館収蔵の「甲州文庫」に39点余りの作品が含まれている。「甲府地名くらべ」は内容的には恋愛物であるが、物語よりも甲府城下町の地名（一部村名・坂の地名も含む）が詠み込むことを主眼としている。
表紙に記される作者の「魯国屋文左衛門」の著作には国立国会図書館所蔵の「佐倉宗吾一代くどき」、端唄集「夕ぐれ」（安政2年）があり、同書は「甲府地名くらべ」と同様にくどき節の小冊子で、表紙の絵のタッチや本文の字面の相似などから同一書肆から出版された可能性が考えられている。「甲府地名くらべ」巻末には「著作坊記」と記されその下に「呂文」と記載されており、「佐倉宗吾一代くどき」にも同様の記載が見られる。また、仮名垣魯文の『甲州道中膝栗毛』十九丁にも同様の記載があり、これらの事実から『甲府地名くらべ』の作者は仮名垣魯文であると考えられている。
仮名垣魯文には端唄や都々逸などを含め膨大な作品があり、また多くの号を用いている。「甲府地名くらべ」以外で甲斐国に関わる作品には上述の『甲州道中膝栗毛』（安政4年）や『滑稽富士詣』（万延元年）があり、『甲州道中膝栗毛』では甲斐の方言を羅列していることや、甲斐・甲府を訪れたことを匂わせている記載が見られる。詠み込まれている地名も詳細で絵図・書物に記載されない使われていることから聞き書き・一時的な旅行で訪れただけではなく、地元文人の協力があった可能性も考えられている。
出版年は不詳であるが、詠み込まれている地名の変遷や、魯国屋の号が用いられている端唄集「夕暮れ」の刊行年代が安政2年であることから、明治維新までは下らない幕末維新期の作であると考えられている。
翻刻・解題に石川（2011）がある。